# Sarah Stork
Sarah Stork (ur. 6 lutego 1987 w Dortmundzie) – niemiecka aktorka.

## Życie i kariera
Po ukończeniu szkoły średniej ukończyła szkołę aktorską w Kolonii.
Od połowy października 2009 roku do początku sierpnia 2010 roku zagrała główną rolę w telenoweli ARD Burza uczuć, zastąpiła tam Ute Katharina Kampowsky, która musiała opuścić serial. Sarah grała tam kwiaciarkę Sandrę Ostermeyer. Jej partnerem w serialu był Wolfgang Cerny.
Od 24 maja 2013 grała Leonie Weidenfeldaw w telenoweli Unter uns.

## Filmografia (fragmenty)
- 2009 – 2010: Burza uczuć jako Sandra Zastrow
- 2010: Inga Lindström – Schatten der Vergangenheit
- 2012: Plastic
- 2013: Unter uns
- 2014: Verdachtsfälle Spezial

## Role teatralne (fragmenty)
- 2002: Kleinbürgerhochzeit